# Radici
Radici , na região de Caxias do Sul na Serra Gaúcha, é uma salada verde de almeirão verde (pequenas folhas lisas e amargas, parecidas com rúcula) temperada apenas com vinagre caseiro de vinho tinto e que acompanha pratos como galeto, massa e polenta.
Por extensão, o almeirão verde, diferente de outros tipos de almeirão, é chamado também de radici em algumas regiões de imigração italiana.